# Thorius aureus
La Salamandra de Macuiltianguis (Thorius aureus) es una especie de salamandra en la familia Plethodontidae. Thorius dorada se alimenta de y cuántas crías puede tener. 